# 布里涅 (曼恩-卢瓦尔省)
布里涅（法語：Brigné，法語：[bʁiɲe] ⓘ）是法国曼恩-卢瓦尔省的一个旧市镇，属于索米尔区。2016年12月30日，布里涅和相邻的7个市镇合并为新市镇安茹地区杜埃（Doué-en-Anjou）。

## 地理
布里涅（47°14'30"N, 0°23'3"W）面积14.63 平方千米，位于法国卢瓦尔河地区大区曼恩-卢瓦尔省，该省份为法国西部内陆省份，大致对应安茹地区，北起顺时针与马耶讷省、萨尔特省、安德尔-卢瓦尔省、维埃纳省、德塞夫勒省、旺代省、大西洋卢瓦尔省和伊勒-维莱讷省接壤。
与布里涅接壤的市镇（或旧市镇、城区）包括：蒂法兰、卢雷斯-罗什默尼耶、吕涅、马蒂涅布里扬、努瓦扬拉普莱讷、莱永河畔圣乔治。

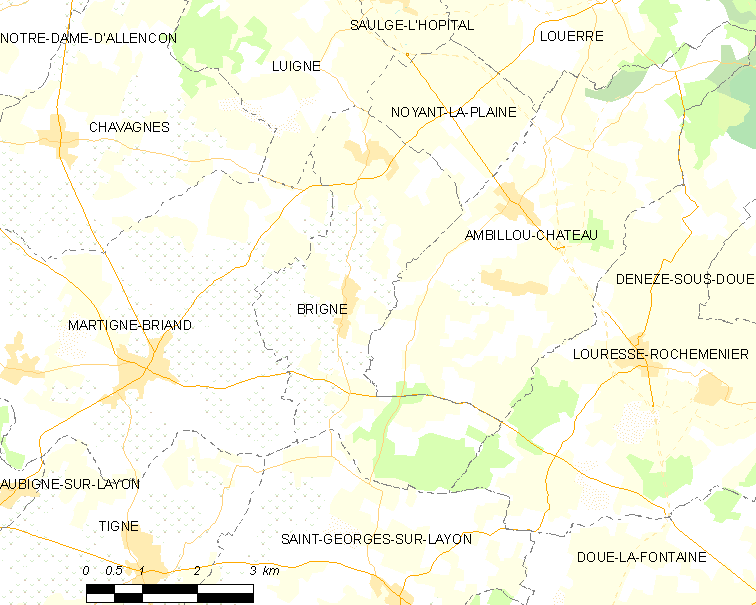
的OSM定位图

布里涅的时区为UTC+01:00、UTC+02:00（夏令时）。

## 行政
布里涅的邮政编码为49700，INSEE市镇编码为49047。

## 政治
布里涅所属的省级选区为安茹地区杜埃县。

## 人口

1962-2008年间人口变化图示

布里涅于2018年1月1日时的人口数量为485人。